# 特拉维斯·迪安纳
特拉维斯·莱尔·迪安纳（英語：Travis Lyle Diener，1982年3月1日—），美国职业篮球运动员，身高1.85米，场上位置组织后卫。
迪安纳就读于马奎特大学，并曾同德韦恩·韦德、史蒂夫·诺瓦克等未来NBA球星合作，率队打入NCAA四强。2005年NBA选秀中，迪安纳于第二轮第53顺位被奥兰多魔术队选中。2007年，迪安纳以自由球员身份与印第安纳步行者队签约。